# TOKYO FANTASY (SEKAI NO OWARIのライブ)
TOKYO FANTASY（トーキョー・ファンタジー）は、2014年10月4日から2014年10月5日にかけてSEKAI NO OWARIが開催した野外フェスである。なお、同月6日にも公演を予定していたが、台風18号の影響で中止となった。

## 概要
自主企画による野外フェスとしては2013年の『炎と森のカーニバル』以来1年ぶり、2回目。
全日ゲストアクトにOWL CITYを迎え、富士急ハイランドにて開催された。
前述の通り、当初は3日間の公演を予定していたが、台風18号の影響で3日目は中止となり、また2日目も終始強い雨が降る中での開催となった。

## セットリスト
1. 炎と森のカーニバル
2. 世界平和
3. 虹色の戦争
4. アースチャイルド
5. 天使と悪魔/白昼の夢（日替わり）
6. Love the warz
7. スノーマジックファンタジー
8. yume
9. Death Disco
10. Mr.Heartache（w/ OWL CITY）
11. 炎の戦士
12. 幻の命
13. スターライトパレード
14. RPG
15. 深い森

(encore)
1. Dragon Night
2. Fight Music
3. インスタントラジオ

## 映像化
単独の映像作品としては発売されていない。
シングル『ANTI-HERO』の初回限定盤Bに同梱されたDVDに公演初日の「炎と森のカーニバル」「アースチャイルド」「スターライトパレード」「深い森」のライブ映像が、シングル『SOS/プレゼント』の初回限定盤Bに同梱されたDVDに同じく公演初日の「スノーマジックファンタジー」「Death Disco」「炎の戦士」「RPG」のライブ映像がそれぞれ収録された。
また、ベストアルバム『SEKAI NO OWARI 2010-2019』の初回限定盤および完全生産限定プレミアムBOXに付属するDVDに公演2日目の「炎と森のカーニバル」「インスタントラジオ」のライブ映像が収録された。